# Cersay
Cersay era una comuna francesa situada en el departamento de Deux-Sèvres, en la región de Nueva Aquitania, que el 1 de enero de 2017 pasó a ser una comuna delegada de la comuna nueva de Val-en-Vignes al fusionarse con las comunas de Bouillé-Saint-Paul, Massais y Saint-Pierre-à-Champ.

## Historia
En 1973, la comuna de Saint-Pierre-à-Champ pasó a ser una comuna asociada de la comuna de Cersay.

## Demografía antes de fusión
Datos demográficos de la comuna de Cersay antes de su fusión con Saint-Pierre-à-Champ:
| Gráfica de evolución demográfica de Cersay entre 1800 y 2014 |
|                                                              |

Los datos demográficos contemplados en este gráfico de la comuna de Cersay, se han cogido de 1800 a 1999 de la página francesa EHESS/Cassini, y los demás datos de la página del INSEE.

## Demografía después de fusión
| Gráfica de evolución demográfica de Cersay entre 1800 y 2014 |
|                                                              |

Los datos entre 1800 y 2014 son el resultado de sumar los parciales de las dos comunas que formaron la comuna de Cersay, cuyos datos se han cogido de 1800 a 1999, para las comunas de Cersay y Saint-Pierre-à-Champ de la página francesa EHESS/Cassini. Los demás datos se han cogido de la página del INSEE.